# Peter Davison

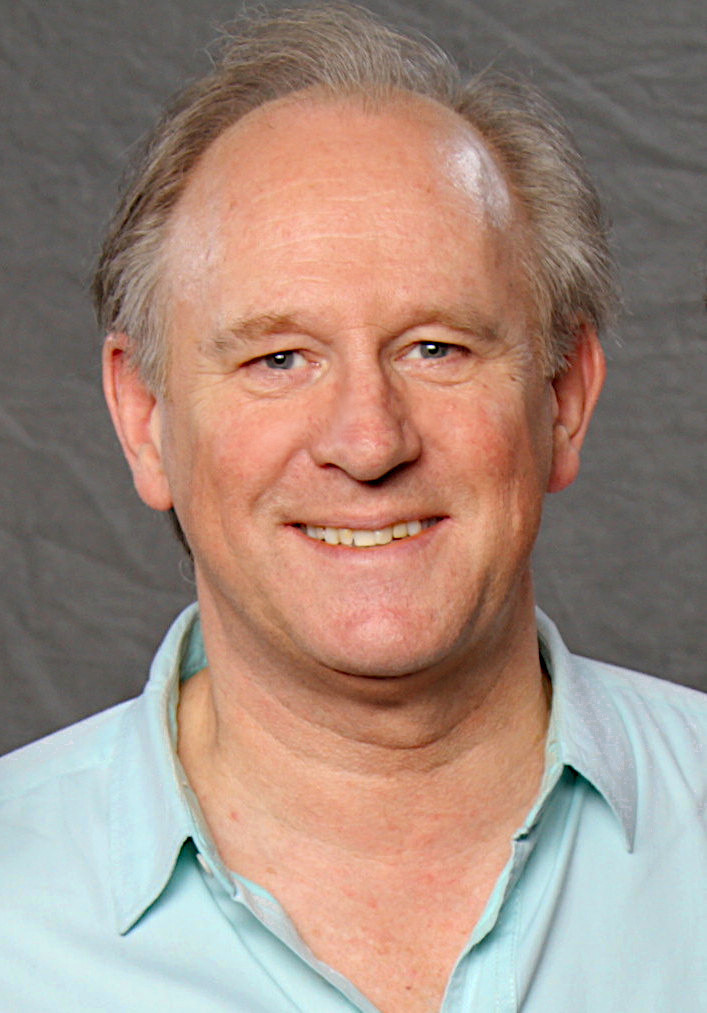
Peter Davison (2016)

Peter Davison (* 13. April 1951 in Streatham, London; eigentlich Peter Moffett) ist ein britischer Schauspieler.

## Leben und Wirken
Der Sohn eines Elektroingenieurs, der ursprünglich aus Guyana kam, wuchs in einer Kleinstadt nahe Woking im Westen der englischen Grafschaft Surrey auf. Bevor Davison zur Schauspielerei kam, übte er verschiedene Gelegenheitsjobs aus, so war er unter anderem als Bestatter tätig.
Davison studierte an der renommierten Central School of Speech and Drama in London. Sein erstes Engagement erhielt er 1972 beim Nottingham Playhouse in Nottingham. Als Künstlername wählte er Peter Davison, um nicht mit dem Schauspieler und Regisseur Peter Moffatt verwechselt zu werden, mit dem Davison später arbeitete. Seine erste Fernsehrolle war im Jahr 1975 eine Episode der in Großbritannien beliebten Fantasyserie The Tomorrow People. Während der Dreharbeiten lernte er die US-amerikanische Schauspielerin Sandra Dickinson kennen, die er später heiratete. 1977 spielte Davison u. a. neben Jeremy Irons in der Fernsehserie Liebe zu Lydia mit, die auch in Deutschland ausgestrahlt wurde. Ab 1978 stand er als „Tristan Farnon“ in der BBC-Fernsehserie Der Doktor und das liebe Vieh vor der Kamera, die auf den Romanen des Tierarztes James Herriot basierte. Durch die Serie wurde Davison auch in Deutschland einem Millionenpublikum bekannt.
Zwischen 1981 und 1984 spielte er in der britischen BBC-Kultserie Doctor Who den fünften Doktor.
2010 spielte Davison in London in dem Musical Legally Blonde eine der Hauptrollen. Von 2011 bis 2015 gehörte er zu den Hauptdarstellern der Serie Law & Order: UK. 2013 schrieb er mit The Five(ish) Doctors Reboot seinen ersten Kurzfilm, bei dessen Umsetzung er anschließend auch Regie führte. Als Produzentin seines Comedy-Specials zum 50. Jubiläum der Erstausstrahlung von Doctor Who gewann er seine älteste Tochter Georgia.

## Privatleben
1978 heiratete Davison die Schauspielerin Sandra Dickinson. Die gemeinsame Tochter Georgia (* 1984) ist seit 2011 mit David Tennant verheiratet, den sie 2008 beim Dreh zu Doctor Who kennengelernt hatte. Aus der Ehe hat Davison bislang vier Enkelkinder (* 2011, 2013, 2015, 2019), sein ältester Enkelsohn Ty (* 2002) entstammt einer frühen Beziehung seiner Tochter.
Nach der Scheidung von Dickinson im Jahr 1994 heiratete Davison 2003 Schauspielkollegin Elizabeth Morton, mit der er zwei Söhne hat: die Schauspieler Louis Davison und Joel James Davison.

## Filmografie
- 1975: The Tomorrow People (Fernsehserie, 3 Folgen, mit späterer Ehefrau Sandra Dickinson)
- 1977: Liebe zu Lydia (Love for Lydia, 13-teilige Fernsehserie)
- 1978–1990: Der Doktor und das liebe Vieh (All Creatures Great and Small, Fernsehserie)
- 1979–1982: Once Upon a Time (Fernsehserie, Auftritt als er selbst)
- 1980: Pebble Mill at One (Fernsehshow, Auftritt als er selbst)
- 1980–1982: Sink or Swim (Fernsehserie)
- 1980–1982: Holding the Fort (Fernsehserie)
- 1981: Per Anhalter durch die Galaxis (The Hitchhiker’s Guide to the Galaxy, Fernsehserie, mit Ehefrau Sandra Dickinson)
- 1981–1984, 2022: Doctor Who (Fernsehserie)
- 1982: This Is Your Life (Fernsehserie, Auftritt als er selbst)
- 1985: Fox Tales (Fernsehserie, Stimme, mehrere Rollen)
- 1985: Anna of the Five Towns (Fernsehserie)
- 1985–1986: Magnum (Fernsehserie, 3 Folgen)
- 1986: Agatha Christie’s Miss Marple (Fernsehserie, Folge „A Pocket Full of Rye“)
- 1986–1988: A Very Peculiar Practice (Fernsehfilm)
- 1988: Tales of the Unexpected (Fernsehserie, Folge „Wink Three Times“)
- 1989–1990: Albert Campion (Campion, Fernsehserie, 16 Folgen)
- 1991: Fiddlers Three (Fernsehserie)
- 1992: A Very Polish Practice (Fernsehfilm)
- 1992: Kinsey (Fernsehserie)
- 1993: Harnessing Peacocks (Fernsehfilm)
- 1993: The Airzone Solution (Kinofilm)
- 1993: Dimensions in Time (Rückkehr zum 5. Doktor; Benefiz-Minisode für Children in Need zum 30. Jubiläum von Doctor Who)
- 1994: Heartbeat (Fernsehserie, Folge „A Bird in the Hand“)
- 1994: The Zero Imperative (Kinofilm)
- 1994: A Man You Don’t Meet Every Day (Kinofilm)
- 1994: Black Beauty (Kinofilm)
- 1994–1995: Ain’t Misbehavin’ (Fernsehserie)
- 1995: Molly (Fernsehserie)
- 1995: Mole’s Christmas (Fernsehserie, Stimme, mehrere Rollen)
- 1995: Heavenly Bodies (6-teilige Astronomie-Wissenserie, Auftritt als er selbst)
- 1995: The Devil of Winterborne (Kinofilm)
- 1996: Ghosts of Winterborne (Kinofilm)
- 1996: Cuts (Fernsehserie)
- 1997: Dear Nobody (Fernsehserie)
- 1997: Harry Hill (Fernsehshow, Auftritt als er selbst)
- 1997: Scene (Fernsehserie, Folge „A Man of Letters“)
- 1998: Jonathan Creek (Fernsehserie, Folge „Danse Macabre“)
- 1998: The Stalker’s Apprentice (Fernsehserie)
- 1998: Verdict (Fernsehserie, Folge „Be My Valentine“)
- 1998: Sturmhöhe (Wuthering Heights, Fernsehfilm)
- 1999: Hope and Glory (Fernsehserie, Teil 1)
- 1999: Parting Shots (Kinofilm)
- 1999: The Nearly Complete and Utter History of Everything (Fernsehserie)
- 2000: The Mrs Bradley Mysteries (Fernsehserie, 3 Folgen)
- 2000: It’s Only TV… But I Like It (Fernsehserie, Auftritt als er selbst)
- 2000–2003: At Home With The Braithwaites (Fernsehserie)
- 2003: Too Good to be True (Fernsehserie)
- 2003–2007: The Last Detective (Fernsehserie)
- 2004: Hardware (Fernsehserie, Auftritt als er selbst)
- 2005–2008: Distant Shores (Fernsehserie)
- 2006: The Complete Guide to Parenting (Fernsehserie)
- 2007: The Wright Stuff (Fernsehserie, Auftritt als er selbst)
- 2007: Fear, Stress and Anger (Fernsehserie, mit Tochter Georgia Moffett)
- 2007: Agatha Christie’s Marple (Fernsehserie, Folge „At Bertram’s Hotel“)
- 2007: Time Crash (Rückkehr zum 5. Doktor; Doctor-Who-Benefiz-Minisode für Children in Need)
- 2008: Al Murray’s Happy Hour (Fernsehshow, Auftritt als er selbst)
- 2009: Unforgiven (Fernsehserie)
- 2009: Al Murray’s Multiple Personality Disorder (Fernsehserie)
- 2009: Micro Men (Fernsehserie)
- 2009: Miranda (Fernsehserie, 1 Episode)
- 2009: The Queen (Fernsehdokumentationsreihe, Folge „The Rival“)
- 2009: Inspector Barnaby (Midsomer Murders) Fernsehserie, Staffel 12, Folge 3: Sportler und Spione (Secrets And Spies)
- 2010: Sherlock (Fernsehserie, Folge 1.03 „Sherlock – Das große Spiel“, Stimme)
- 2011: New Tricks – Die Krimispezialisten (New Tricks, Fernsehserie, Folge „The End of the Line“)
- 2011–2014: Law & Order: UK (Fernsehserie)
- 2013: Lewis – Der Oxford Krimi (Lewis, Fernsehserie, Folgen „The Ramblin Boy I & II“)
- 2013: Doctor Who Live: The Next Doctor (Fernsehshow, Gastauftritt als er selbst)
- 2013: Doctor Who at the Proms (Konzert-Fernsehübertragung, Gastauftritt als er selbst)
- 2013: Pat & Cabbage (Fernsehserie)
- 2013: The Five(ish) Doctors Reboot (Kurzfilm zum 50. Jubiläum der Doctor-Who-Erstausstrahlung, Auftritt als er selbst; auch Regisseur und Drehbuchautor)
- 2013: Doctor Who Live: The Afterparty (Fernsehshow)
- 2014: Death in Paradise (Fernsehserie, Folge 3.02)
- 2014: Toast of London (Fernsehserie, Folgen „The Moose Trap“ und „High Winds Actor“, Auftritt als er selbst)
- 2017: Sugar Free Farm (Fernsehserie, Auftritt als er selbst)
- 2017: Grantchester (Fernsehserie, 1 Folge)[2]
- 2017: Liar (Fernsehserie, Folgen „I Know You’re Lying“ und „The White Rabbit“)
- 2017: You, Me & Him[3]
- 2018: Ein Mops zum Verlieben (Patrick)
- 2019: Vera – Ein ganz spezieller Fall (Vera, Fernsehserie, Folge 9.1 „Sie wusste zu viel“)
- 2019–2022: Gentleman Jack (Fernsehserie, 9 Folgen)
- 2020: Dream Horse
- 2020: Call the Midwife – Ruf des Lebens (Call the Midwife, Fernsehserie, 1 Folge)
- 2020: Life (Miniserie)
- 2023: Good Omens (Fernsehserie, 1 Folge)

## Theaterrollen
| Jahr      | Stück                                 | Rolle                     | Bühne                                           | Anmerkungen |
| --------- | ------------------------------------- | ------------------------- | ----------------------------------------------- | ----------- |
| 1972      | Love’s Labour’s Lost                  | Mercade                   | Nottingham Playhouse                            |             |
| 1972      | Brand                                 | villager                  | Nottingham Playhouse                            |             |
| 1972      | Robin Hood                            | Robin Hood                | Nottingham Playhouse                            |             |
| 1972      | The Three Musketeers                  | John Felton Wache         | Nottingham Playhouse                            |             |
| 1973      | The Two Gentlemen of Verona           | Speed                     | Young Lyceum, Edinburgh                         |             |
| 1973      | Rosencrantz and Guildenstern Are Dead | Alfred                    | Ledlanet House, Edinburgh                       |             |
| 1973      | Hamlet                                | Osric                     | Ledlanet House, Edinburgh                       |             |
| 1973      | Woyzeck                               |                           | Young Lyceum, Edinburgh                         |             |
| 1973      | The Three Estates                     | Soldat                    | Royal Lyceum Theatre, Edinburgh                 |             |
| 1973      | The Taming of the Shrew               | Tranio Grumio             | Open Space Theatre Tournee-Ensemble Niederlande |             |
| 1974      | A Narrow Road to the Deep North       |                           | Royal Lyceum Theatre, Edinburgh                 |             |
| 1974      | Midsummer Night’s Dream               | Lysander                  | Leith Festival, Edinburgh                       |             |
| 1980      | Barefoot in the Park                  | Paul Bratter              | Churchill Theatre, Bromley                      |             |
| 1982      | Cinderella                            | Buttons                   | Assembly Hall Theatre Tunbridge Wells           |             |
| 1984      | Barefoot in the Park                  | Paul Bratter              | Tournee-Ensemble Großbritannien                 |             |
| 1986      | The Owl and the Pussycat              | Felix                     | Tournee-Ensemble Großbritannien                 |             |
| 1991      | Arsenic and Old Lace                  | Mortimer Brewster         | Chichester Festival Theatre                     |             |
| 1992      | The Decorator                         |                           | Yvonne Arnaud Theatre                           |             |
| 1992–1993 | The Last Yankee                       | Leroy Hamilton            | Young Vic Theatre Duke of York’s Theatre        |             |
| 1994      | An Absolute Turkey                    | Valetin                   | Gielgud Theatre                                 |             |
| 1996      | Dial M for Murder                     | Tony Wendice              | Tournee-Ensemble Großbritannien                 |             |
| 1997      | Cinderella                            | Buttons                   | Arts Theatre, Cambridge                         |             |
| 1998–1999 | Chicago                               | Amos Hart                 | Adelphi Theatre                                 |             |
| 2001      | Under the Doctor                      | Dr Jean-Pierre Moulineaux | Yvonne Arnaud Theatre Comedy Theatre, London    |             |
| 2007–2008 | Spamalot                              | King Arthur               | Palace Theatre                                  |             |
| 2009–2012 | Legally Blonde                        | Professor Calahan         | Savoy Theatre                                   |             |
| 2014      | The Vertical Hour                     | Oliver Lucas              | Park Theatre                                    |             |
| 2015      | Gypsy                                 | Herbie                    | Savoy Theatre                                   |             |

## Weiteres

### Hörspiele (Radio und CD)
In Klammern stehen der Name der Sprechrolle und der verantwortliche Hörbuchverlag bzw. Radiosender.
- 1985–1987: King Street Junior (Eric Brown; BBC Radio 4; Staffeln 1 und 2)
- 1995–1996: Change at Oglethorpe (David Clare; BBC Radio 2)
- 1999: Sirens of Time (The Doctor; Big Finish Productions)
- 1999: Phantasmagoria (The Doctor; Big Finish)
- 2000: The Land of the Dead (The Doctor; Big Finish)
- 2000: Red Dawn (The Doctor; Big Finish)
- 2000: Winter for the Adept (The Doctor; Big Finish)
- 2000: The Mutant Phase: Dalek Empire, Part 3 (The Doctor; Big Finish)
- 2001: Loups-Garoux (The Doctor; Big Finish)
- 2001: Primeval (The Doctor; Big Finish)
- 2001: The Eye of the Scorpion (The Doctor; Big Finish)
- 2001: Excelis Dawns (The Doctor; Big Finish)
- 2002: Spare Parts (The Doctor; Big Finish)
- 2002: The Church and the Crown (The Doctor; Big Finish)
- 2003: Nekromanteia (The Doctor; Big Finish)
- 2003: Creatures of Beauty (The Doctor; Big Finish)
- 2003: Omega (The Doctor; Big Finish)
- 2003: Zagreus (Reverend Townsend; Big Finish)
- 2003: No Place Like Home (The Doctor; Big Finish)
- 2003–2006: Rigor Mortis (Dr. Anthony Webster; BBC Radio 4)
- 2004: The Axis of Insanity (The Doctor; Big Finish)
- 2004: The Roof of the World (The Doctor; Big Finish)
- 2005: The Game (The Doctor; Big Finish)
- 2005: Three’s a Crowd (The Doctor; Big Finish)
- 2005: The Council of Nicaea (The Doctor; Big Finish)
- 2005: Singularity (The Doctor; Big Finish)
- 2006: Nebulous (Professor Diplodocus; BBC Radio 4)
- 2006: The Kingmaker (The Doctor; Big Finish)
- 2006: The Gathering (The Doctor; Big Finish)
- 2007: Circular Time (The Doctor; Big Finish)
- 2007: Renaissance of the Daleks (The Doctor; Big Finish)
- 2007: Exotron & Urban Myths (The Doctor; Big Finish)
- 2007: Son of the Dragon (The Doctor; Big Finish)
- 2007: Return to the Web Planet (The Doctor; Big Finish)
- 2007: The Mind’s Eye (The Doctor; Big Finish)
- 2008: The Bride of Peladon (The Doctor; Big Finish)
- 2008: The Long Dark Tea-Time of the Soul (Simon Draycott; BBC Radio 4)
- 2008: The Haunting of Thomas Brewster (The Doctor; Big Finish)
- 2008: The Boy That Time Forgot (The Doctor; Big Finish)
- 2008: Time Reef (The Doctor; Big Finish)
- 2008: A Perfect World (The Doctor; Big Finish)
- 2009: The Judgement of Isskar (Key 2 Time pt.1) (The Doctor; Big Finish)
- 2009: The Destroyer of Delights (Key 2 Time pt.2) (The Doctor; Big Finish)
- 2009: The Chaos Pool (Key 2 Time pt.3) (The Doctor; Big Finish)
- 2009: Castle of Fear (The Doctor; Big Finish)
- 2009: The Eternal Summer (The Doctor; Big Finish)
- 2009: Plague of the Daleks (The Doctor; Big Finish)
- 2010: Cobwebs (The Doctor; Big Finish)
- 2010: The Whispering Forest (The Doctor; Big Finish)
- 2010: The Cradle of the Snake (The Doctor; Big Finish)
- 2010: The Demons of Red Lodge and Other Stories (The Doctor; Big Finish)
- 2011: Heroes of Sontar (The Doctor; Big Finish)
- 2011: Kiss of Death (The Doctor; Big Finish)
- 2011: Rat Trap (The Doctor; Big Finish)
- 2011: Hexagora (The Doctor; Big Finish)
- 2011: The Elite (The Doctor; Big Finish)
- 2011: The Children of Seth (The Doctor; Big Finish)
- 2012: The Four Companions (The Doctor; Big Finish)
- 2012: The Emerald Tiger (The Doctor; Big Finish)
- 2012: The Jupiter Conjunction (The Doctor; Big Finish)
- 2012: The Butcher of Brisbane (The Doctor; Big Finish)
- 2012: The Burning Prince (The Doctor; Big Finish)
- 2012: 1001 Nights (The Doctor; Big Finish)
- 2012–13: Welcome to Our Village, Please Invade Carefully (Richard Lyons; BBC Radio 2)
- 2013: The Lady of Mercia (The Doctor; Big Finish)
- 2013: Prisoners of Fate (The Doctor; Big Finish)
- 2013: Eldrad Must Die (The Doctor; Big Finish)
- 2013: 1963: Fanfare for the Common Men (The Doctor; Big Finish)
- 2013: The Light at the End (The Doctor; Big Finish)

### Videospiele
- 1997: Destiny of the Doctors (Stimme des Doktors)
- 2015: Lego Dimensions (Stimme des Doktors, Archivmaterial verwendet)

### Memoiren
- 2016: Is There Life Outside the Box? An Actor Despairs; Erstveröffentlichung am 16. Oktober 2016 über John Blake Publishing; ISBN 978-1-78606-112-6; Vorwort von Schwiegersohn David Tennant
  - Hörbuchfassung, 2017: Sprecher – Gordon Griffin; Verlag – Soundings; ungekürzt; ISBN 978-1-78502-672-0